# Behrensdorf (Ostsee)
Behrensdorf település Németországban, Schleswig-Holstein tartományban. Lakosainak száma 654 fő (2023. december 31.).

## Népesség
A település népességének változása:
| Lakosok száma | 584  | 613  | 619  | 627  | 646  | 654  |
|               | 1975 | 2017 | 2019 | 2021 | 2022 | 2023 |